# Balaban, Büyükorhan
Balaban là một xã thuộc huyện Büyükorhan, tỉnh Bursa, Thổ Nhĩ Kỳ. Dân số thời điểm năm 2011 là 228 người.